# روجر أنغيل
روجر أنغيل (بالإنجليزية: Roger Angell)‏ هو كاتب مقالات وصحفي وشاعر أمريكي، ولد في 19 سبتمبر 1920 في نيويورك في الولايات المتحدة.

## وصلات خارجية
- روجر أنغيل على موقع جمعية أبحاث البيسبول الأمريكية (الإنجليزية)
- روجر أنغيل على موقع IMDb (الإنجليزية)
- روجر أنغيل على موقع الموسوعة البريطانية (الإنجليزية)